# جامع الهيتاوين
جامع الهيتاوين، وهو من مساجد العراق التاريخية الأثرية ويقع على ضفاف نهر الفرات في بابل في منطقة الحلة بمحلة الهيتاوين، وشيد وبني عام 1296هـ/1878م، من قبل محمد باشا بابان في أيام حكم الدولة العثمانية، وهدم وإعيد بناؤهُ في عام 1409هـ/1988م، كما أجريت عليه أعمال الصيانة والترميم من قبل ديوان الوقف السني في العراق في عام 1429هـ/ 2008م، ويحتوي الجامع على مصلى حرم واسع يتسع لأكثر من ألف مصل، وفيهِ منبر مبني من الطابوق وكذلك يحتوي على محراب مزين بالنقوش والزخارف والآيات القرآنية، وتقام فيهِ حالياً صلاة الجمعة وصلاة العيدين والصلوات الخمس المكتوبة.